# Théodora d'Alexandrie
Théodora est une femme adultère d'Alexandrie, devenue moniale en se faisant passer pour un eunuque. Accusée par une jeune femme de l'avoir mise enceinte, elle est chassée du monastère pendant sept ans pour subvenir aux besoins de l'enfant. Son sexe n'est découvert qu'à sa mort en 491. Sainte orthodoxe fêtée le 11 septembre elle est considérée comme une des Mères du désert.